# Corimelaena feminea
Corimelaena feminea är en insektsart som först beskrevs av Mcatee och Malloch 1933.  Corimelaena feminea ingår i släktet Corimelaena och familjen glansskinnbaggar. Inga underarter finns listade i Catalogue of Life.